# In Time
In Time (titulada: El precio del mañana en Hispanoamérica) es una película estadounidense de ciencia ficción distópica y suspense escrita y dirigida por Andrew Niccol y protagonizada por Amanda Seyfried, Justin Timberlake, Cillian Murphy, Olivia Wilde, Matt Bomer, Alex Pettyfer y Vincent Kartheiser. La cinta se estrenó el 28 de octubre de 2011.

## Argumento
En el año 2161, el gen del envejecimiento humano ha sido desactivado. Al cumplir los veinticinco años, las personas dejan de envejecer. Transcurrido un año, mueren de un ataque cardíaco a menos que «ganen» tiempo y rellenen con él sus «relojes de vida», que llevan la cuenta regresiva con la forma de un reloj digital en sus antebrazos izquierdos, programado desde que nacen.
El tiempo de vida se ha convertido en «dinero» y es la forma con que la gente paga sus lujos y necesidades. Los ricos pueden vivir muchos años y hasta eternamente, mientras que el resto de la población pobre debe trabajar, negociar o pedir préstamos para poder vivir el día a día (sus «relojes de vida» a lo más tienen siete días de vida). Cada persona vive en una «zona horaria» distinta, en función de su estatus social. 
Los marginados sobreviven en los guetos de Dayton en el centro de la ciudad. Para ellos, el trabajo de cada día sirve para ganar un par de horas más de vida que también deberán utilizar para pagar las necesidades diarias con tiempo, la comida, la luz y el hospedaje. Los ricos viven en la lujosa zona residencial New Greenwich en las afueras de la ciudad y pueden vivir durante muchos años, siglos o milenios en función de la cantidad de tiempo que han adquirido. Cada «zona horaria» está cercada con muros y cámaras de video seguridad, donde se cobran peajes en tiempo cada vez más costosos para evitar que la gente «pobre» pueda cruzar o emigrar a lugares de niveles sociales más altos.
Will Salas (Justin Timberlake) es un trabajador de 28 años en una fábrica, que vive con su madre de 50 años, Rachel (Olivia Wilde), en los guetos. Un día, Will y su mejor amigo, Borel (Johnny Galecki), visitan un bar donde ven que un extraño hombre, Henry Hamilton (Matt Bomer), que tiene más de un siglo de vida programado en su reloj, hace alarde de su tiempo ante los demás. Hamilton es atacado por Fortis (Alex Pettyfer), el jefe mafioso de 75 años de edad, perteneciente a una banda llamada «Los Minuteros», quienes roban tiempo a los demás con el uso de la fuerza. 
Will ayuda a Hamilton a escapar y lo lleva a una fábrica abandonada para ocultarse por varias horas, donde éste le dice a Will un secreto que solo los ricos conocen, que con la tecnología desarrollada en los últimos años existe tiempo suficiente para todo el mundo, pero que se ha estado guardando únicamente para que los ricos tengan más tiempo y se vuelvan inmortales. Así, además, controlan la superpoblación mundial (subiendo el costo de la vida: impuestos, servicios y alimentos), logrando así que la gente más pobre tenga que correr el riesgo de que su reloj se consuma más rápidamente y finalmente muera. Los ricos lo llaman «el sistema». Hamilton está deprimido por esto y afirma que nadie debe morir antes de tiempo, confiesa que ya está harto de seguir vivo tanto tiempo y su mente está cansada después de sus 105 años de vida programada desde que nació.
Mientras Will duerme en la fábrica abandonada esperando el día para escapar, Hamilton siente pena por él y su vida de angustia por obtener tiempo cada día, le transfiere el tiempo de vida que le queda, más de 100 años. Al despertar, Will descubre el tiempo cargado en su reloj y por una ventana ve a Hamilton caer al río, con todo su tiempo consumido, le da un infarto y muere. Will corre para tratar de salvarlo con la posibilidad de transferir a él algo más de tiempo, pero ya es muy tarde y sólo logra que una cámara de vigilancia detecte su presencia. Huye de la zona, pero la policía, los «Guardianes del Tiempo», dirigidos por Raymond Leon (Cillian Murphy), comienzan a perseguirlo porque creen que él mató a Hamilton para robarle su tiempo.
Will quiere ver a su madre Rachel para festejar su cumpleaños, le lleva de regalo un ramo de flores y un poco de tiempo que recibió de Hamilton, pero ella muere al acudir a la cita. El tiempo que le quedaba de 2 horas no era suficiente para llegar a pie y el chofer del autobús que debía tomar no acepta rebajarle la tarifa del transporte hasta su lugar de destino, que fue subida nuevamente, la cual también se paga con tiempo y ha aumentado en forma sorpresiva.
Recordando lo que Hamilton le dijo sobre la inequidad del «sistema», Will decide vengarse de los ricos. Visita a Borel y le da una década de tiempo como regalo de amistad y Borel aprovecha para ir a beber a un bar. Will acude luego a la zona de los ricos, pagando muchos años de tiempo en los peajes que abren los muros, donde conoce a Phillipe Weis (Vincent Kartheiser), el fundador de la compañía de Prestamistas de Tiempo Weis y a su hija de veintisiete años, Sylvia Weis (Amanda Seyfried). Sylvia muestra interés amoroso en Will después de ver su actitud atrevida al jugar póker contra su padre, donde apuesta mucho tiempo, también al llegar al hotel cuando iba entrando y cuando estaba comiendo. Phillipe los presenta e invita a Will a una fiesta en su mansión.
En la mansión, Will es capturado por Leon, quien confisca la mayor parte de su tiempo. Will escapa entonces, tomando como rehén a Sylvia. Trata de volver al gueto con ella, pero tienen un accidente en el auto en el que huyen y quedan inconscientes, lo que aprovecha Fortis para ir hasta ellos y registrar a Will. Sin embargo, se decepciona al saber que Will ya no tiene tanto tiempo y, como consuelo, roban la mayor parte del tiempo de Sylvia. Al despertar, Sylvia se angustia al descubrir que, por primera vez en su corta vida, le queda muy poco tiempo. Ella y Will visitan a Borel para recuperar algo de tiempo. Al visitar a Borel se enteran, por su esposa, que este murió alcoholizado cuando Will le regaló tiempo. Sylvia decide entonces vender sus aretes de diamante a una casa de empeño, pero solo consigue dos días. Llaman entonces a Phillipe para pedir rescate: mil años que se distribuirán entre la población del gueto, pero Phillipe no acepta. Leon detecta la llamada y los persigue.

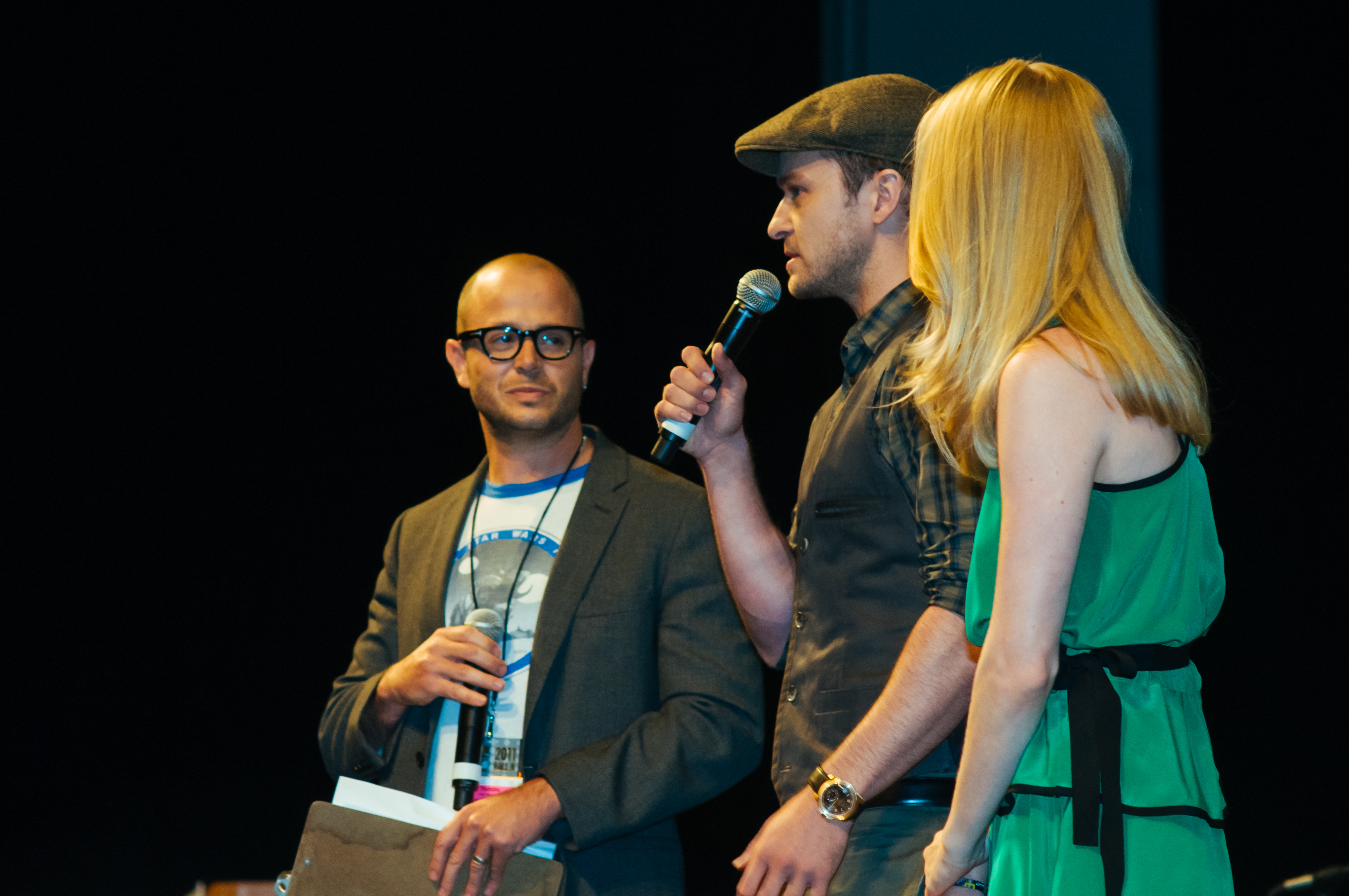
Justin Timberlake (al centro) y Amanda Seyfried (a la derecha) promocionando In Time durante la Comic-Con 2011.

Esa noche, Will y Sylvia, al llegar al gueto, se hablan entre ellos sobre sus vidas: sobre cómo los relojes de tiempo se activaron y también sobre cómo se ganaba la vida el padre de Will. Al día siguiente, descubren que Phillipe no paga el rescate. Leon aparece y casi mata a Will, pero recibe un disparo en el hombro por parte de Sylvia. Entonces Will le transfiere a Leon dos horas de tiempo, en vez de quitárselo (Will sabe que los Guardianes del Tiempo también viven al día como la gente del gueto), lo que sorprende a Sylvia. Ambos escapan en la patrulla de Leon. Más tarde, Will le dice a ella que todavía puede alejarse de la situación y salvarse, pero ella decide quedarse a su lado, al darse cuenta de que la vida que llevaba en New Greenwich no tenía ningún sentido y se besan. Comienza entonces una serie de robos de bancos de tiempo al estilo de Bonnie y Clyde, evadiendo a Leon y a los cronometradores. Roban las cápsulas que almacenan el tiempo y deciden distribuirlas entre los pobres, ya que, en el fondo, están recuperando el tiempo robado por los ricos que pertenecía a los pobres. Eventualmente, los ricos ponen una recompensa de diez años por su captura. Fortis, finalmente, localiza a Will y Sylvia por segunda vez en un hotel, pero Will los elimina con las estrategias que aprendió de su padre.
Will y Sylvia se dan cuenta de que sus anteriores esfuerzos fueron inútiles, pues los ricos aumentan simplemente el costo de vida en los guetos para mantener el status. Ellos idean entonces un plan para robar un millón de años en la sede privada de Weis, ya que eso realmente dañaría a los ricos. Will y Sylvia roban una cápsula de un millón de años de la bóveda de la oficina de Phillipe y escapan de las instalaciones. Los cronometradores tratan de detenerlos, pero Will y Sylvia logran abrirse paso y llegar a Dayton. A su llegada, Leon estrella su coche contra Will, pero Will alcanza a darle la cápsula de tiempo a una joven, quien distribuye el tiempo entre la gente. Leon alcanza en su patrulla a Will y a Sylvia, quienes huyen del lugar. Will le pide a Leon que le regrese parte del tiempo que anteriormente le había transferido, para que él y Sylvia puedan sobrevivir antes de sus ejecuciones y Leon se da cuenta entonces de que había olvidado cargar más tiempo a su reloj, muriendo frente a ellos.
Will y Sylvia tienen aún unos segundos de vida y, cuando creen que uno de los dos va a tener que sacrificarse por ambos, Will recuerda que pueden tomar tiempo de la patrulla de Leon y, en una escena que recuerda la muerte de Rachel, Sylvia recibe de Will justo a tiempo lo que necesitaba para sobrevivir. A costa de los robos y reparticiones de tiempo efectuadas por ellos, los cronometradores en su base monitorean como los pobres, ahora con más tiempo de vida, abandonan las fábricas y «el sistema» comienza a desmoronarse. En los guetos, la gente viaja hacia otras zonas horarias ignorando los peajes de tiempo entre cada zona, así los cronometradores o policías de tiempo ven como la situación se les escapa de sus manos y deciden no actuar sobre estos hechos.
En la última escena, Sylvia y Will concluyen que, para lograr derrocar «el sistema», van a tener que seguir robando y repartiendo mucho más tiempo, por lo que se ve cómo aparecen en la entrada de un gran banco de tiempo.

## Reparto
- Justin Timberlake como Will Salas (Protagonista).
- Olivia Wilde como Rachel Salas (Madre de Will Salas).
- Amanda Seyfried como Sylvia Weis (Protagonista).
- Matt Bomer como Henry Hamilton.
- Cillian Murphy como Raymond Leon (Guardián del Tiempo).
- Elena Satine como Jasmine.
- Alex Pettyfer como Fortis (Líder de Los Minuteros).
- Johnny Galecki como Borel.
- Vincent Kartheiser como Philippe Weis (Padre de Sylvia Weis).
- Rachel Roberts como Carrera.
- Ethan Peck como Constantin.
- Yaya Da Costa como Greta.
- Bella Heathcote como Michele Weis (Madre de Sylvia Weis).
- Toby Hemingway como Kors (Guardián del Tiempo).
- Jessica Parker Kennedy como Edouarda.

## Producción
Amanda Seyfried fue confirmada como protagonista de In Time el 12 de julio de 2010. Quince días después, la prensa informó que al cantante Justin Timberlake se le había ofrecido el rol protagónico masculino. Cillian Murphy se incorporó al elenco el 9 de agosto del mismo año.
Las primeras fotografías del rodaje se revelaron el 28 de octubre de 2010. 20th Century Fox y New Regency distribuirían la película, mientras que la compañía Strike Entertainment, perteneciente a Marc Abraham y Eric Newman, estaría a cargo de la producción.
En una entrevista con Kristopher Tapley, Roger Deakins declaró que filmaría la cinta en cine digital, lo que convierte a In Time en su primera obra en ese formato. Durante el rodaje, llevado a cabo en Los Ángeles, California, se utilizaron cámaras Arri Alexa.

## Acusación de plagio
El 15 de septiembre de 2011, The Hollywood Reporter informó que los abogados del novelista Harlan Ellison presentaron una demanda en la corte federal de California debido a que el argumento de In Time se asemejaba a su aclamado relato de 1965 ¡Arrepiéntete, Arlequín!, dijo el señor Tic-tac. La demanda, que acusaba a la compañía New Regency y al director Andrew Niccol, entre otros, se basaba en la similitud de ambas historias, ambientadas en un futuro distópico donde las personas cuentan con una determinada cantidad de tiempo de vida, el cual puede ser revocado por una autoridad gubernamental conocida como «Timekeepers». El objetivo de Ellison era frenar el estreno de la película, pero luego cambió de opinión y exigió que se incluyera su nombre en los créditos. Finalmente, Ellison descartó la demanda y ambas partes zanjaron el conflicto con una declaración en conjunto:

After seeing the film In Time, Harlan Ellison decided to voluntarily dismiss the Action. No payment or screen credit was promised or given to Harlan Ellison. The parties wish each other well, and have no further comment on the matter.
Después de ver la película In Time, Harlan Ellison decidió retirar voluntariamente la demanda. Ningún pago o crédito en pantalla le fue ofrecido u otorgado a Harlan Ellison. Las partes se desean mutuamente lo mejor y no tienen más comentarios que hacer al respecto.
Harlan Ellison y Andrew Niccol.

## Recepción

### Taquilla
En los Estados Unidos, durante su primer fin de semana en 3.122 salas de cine, In Time recaudó 12.050.368$ (9.251.722,07€). En México, en su primera semana en cartelera, generó ganancias por 12,3 mdp. En Chile, en su primera semana de exhibición, quedó en el tercer lugar, con 19.712 espectadores en 38 salas. A nivel mundial, ha recaudado 173.930.596 dólares.

### Crítica
In Time recibió opiniones mixtas de los críticos. El sitio web Rotten Tomatoes reporta que un 39% de los especialistas han dado a la película críticas positivas, con un promedio de 5,2 de 10. El consenso de Rotten Tomatoes es que la intrigante premisa de In Time y su atractivo reparto se ven fácilmente abrumados por la rebuscada cinematografía, la cual se acerca a una narración brusca y dura.
Por otra parte, el sitio Metacritic, que asigna un puntaje promedio de cien críticos, le otorga al filme 53 sobre la base de 36 reseñas. IMDb, otro recolector de críticas, le da a la película una puntuación de 6,7 sobre 10. Las encuestas de CinemaScore nos dicen que los espectadores le dieron a la cinta una nota B- de una escala que va entre A+ y F.

## Lanzamiento en DVD
En Estados Unidos, In Time fue lanzada en formato DVD, Blu-ray Disc y copia digital el 31 de enero de 2012, día en que su protagonista Justin Timberlake cumplió 31 años.